# 정환범
정환범(鄭桓範, 1903년 ~ 1977년 7월 14일)은 대한민국의 독립운동가, 외교관이다. 스코필드 박사의 부탁으로 3.1 운동 당시 학살 장면을 전세계에 보도하였다.

## 생애
충청북도 청원 태생으로, 공주의 영명학교를 졸업하고 1919년  프랭크 윌리엄 스코필드의 부탁을 받고 그가 이갑성 등과 함께 촬영한, 일제의 한국인 학살장면을 담은 필름을 갖고 고무신을 신고 걸어서 상하이로 건너갔다. 이어서 런던 대학, 제네바 대학, 캠브리지 대학에서 경제학과 정치학을 전공하고 1940년대 초 중국 상하이로 건너와 호강대학, 성요한대학(聖約翰大學), 진단대학(震旦大学) 등에서 교편을 잡고 충칭에 있었다. 1945년 3월 임시정부는 김규식과 외무부장 조소앙·정환범·임의택(林義澤) 등을 미국 샌프란시스코 회의에 파견하려고 국민당 정권의 승인과 군자금까지 결재를 받았으나, 미국의 거부로 무산당하였다. 해방 후, 미군정 때인 1946년 1월 상하이에서 한국으로 귀국하여 정치학과 경제학을 강의한 점을 바탕으로 조국의 경제 재건을 위하여 일하겠다는 포부를 피력하기도 하였다. 정환범은 1946년 7월부터 신한공사 총재를 지냈고, 1946년 10월에는 재일동포 자산반입 대책위원회 위원장에 임명되었다. 1947년 3월에는 대한육상연맹 회장에 임명되었다.(~1949년 3월) 1948년 2월부터 3월까지 대한체육회장을 맡았다. 1948년 11월 중화민국과의 통상교섭과 중국 내 재산문제를 협의하기 위하여  주중화민국 특사로 임명되어  난징에 주재하였다.(~1949년  1월) 이때, 외무부장관 장택상은 그의 선임을 반대하기도 하였다. 1949년 1월, 주일본 대표부 공사에 임명되어 3월 1일에 부임하였다. 그는 부임 즉시 오사카, 나고야, 코베, 후쿠오카 등지에 사무소 설치를 시작하였다. 전임 대사의 경험으로 보아, 재일한국인에 대한 한국대표부의 직접적인 관리의 필요성을 느꼈던 것이다. 이후, 1950년 1월에 공사직을 사임하였다. 평생을 독신으로 살았으며, 재산 6~7천만원을 모두 한국의 육영사업에 쓰도록 유언을 남겼다.